# فیلیپ پرن
فیلیپ پرن (به فرانسوی: Philippe Perrin) فضانورد زاده مکناس مراکش است که در ۶ ژانویهٔ ۱۹۶۳ میلادی در زاده شد. وی در مأموریت فرانسه حضور داشته‌است.